# NGC 1967
NGC 1967 је расејано звездано јато у сазвежђу Златна риба које се налази на NGC листи објеката дубоког неба.
Деклинација објекта је - 69° 6' 6" а ректасцензија 5h 26m 43,4s. Привидна величина (магнитуда) објекта NGC 1967 износи 10,8. NGC 1967 је још познат и под ознакама ESO 56-SC126.